# Ian Robert Penicuick Heslop
Ian Robert Penicuick Heslop (1904 - 1970) foi um explorador colonial, naturalista e entomólogo inglês. Em 2005, Matthew Oates escreveu uma biografia sobre Heslop, chamada Extreme butterfly-collecting: A biography of I R P Heslop.

## Publicações
- I. R. P. Heslop; G. E. Hyde; R. E. Stockley. Notes & views of the purple emperor. Brighton, Eng., Southern Pub. Co., 1964. xiii, 248 p. illus.
- I. R. P. Heslop. A new label list of the British macrolepidoptera. Entomologist's Gazette;Watkins & Doncaster (1961).
- HESLOP, I.R.P. New Bilingual Catalogue of the British Lepidoptera. W.Heffer & Sons: 1938. 131p., 4to.